# Luigi Marchisio
Luigi Marchisio (nacido el 26 de abril de 1909 en Castelnuovo Don Bosco - fallecido el 3 de julio de 1992) fue un ciclista italiano de los años 1930. Su mayor logro en su vida deportiva fue el triunfo en el Giro de Italia 1930, en el cual ganó también dos etapas. También fue 3º en la edición de 1931.
Marchisio es el segundo ciclista más joven que ha ganado el Giro de Italia, por detrás de Fausto Coppi.

## Palmarés
1928
- Piccolo Giro de Lombardía

1930
- Giro de Italia, más 2 etapas
- Giro de Reggio Calabria

1931
- 3.º en el Giro de Italia

## Resultados en Grandes Vueltas
| Carrera         | 1929 | 1930 | 1931 | 1932 | 1933 |
| --------------- | ---- | ---- | ---- | ---- | ---- |
| Giro de Italia  | -    | 1º   | 3º   | -    | -    |
| Tour de Francia | -    | -    | -    | 26º  | -    |
| Vuelta a España | X    | X    | X    | X    | X    |
| Mundial en Ruta | -    | -    | -    | -    | -    |

-: No participa

Ab.: Abandono

X: Ediciones no celebradas

## Equipos
- 1929 - Legnano
- 1930 - Legnano
- 1931 - Legnano
- 1932 - Bianchi
- 1933 - Olympia & O.Egg